# Vergil
(Vergil a Dante in Devil May Cry 3)
Vergil è un personaggio immaginario e il principale antagonista della serie di videogiochi Devil May Cry, in cui è il fratello gemello del protagonista Dante. Appare nel primo capitolo con le sembianze di Nelo Angelo, in Devil May Cry 3 come nemico principale, nella Special Edition di Devil May Cry 4 ed è indirettamente responsabile degli eventi di Devil May Cry 5. Nella Special Edition del 3º, del 4º e del 5º capitolo, Vergil è un personaggio giocabile.

## Caratteristiche
La caratteristica principale di Vergil è la sua natura opposta a quella di Dante: come Dante è per metà demone, ma mentre Dante mette le proprie abilità a servizio degli umani, Vergil usa i propri poteri per scopi personali, e il suo unico interesse è quello di accrescere il proprio potere demoniaco ed accrescere la propria forza così da diventare come il padre. Come Dante, Vergil è uno spadaccino e conosce le arti marziali, ma non usa nessun tipo di arma da fuoco, prediligendo invece gli incantesimi per attaccare a lunga distanza.
La sua personalità è da esatto contrario a quella mutevole di Dante, costituita da un comportamento alquanto lineare, freddo e distaccato. Ha uno sguardo vitreo e privo di enfasi, che rende impossibile comprenderne lo stato d'animo, e le sue movenze sono quasi meccaniche.
Essendo gemelli monozigoti, Dante e Vergil sono pressoché identici, ma a distinguerli è il look: Vergil ha lo stesso taglio e lunghezza di capelli di Dante, ma anziché lasciarli incolti, Vergil li porta ordinatamente tirati indietro. Il suo vestiario ha un aspetto più orientale, solitamente di colore blu.

## Sviluppo
Il Motion Capture di Vergil e la sua voce appartengono all'attore Daniel Southworth, che in precedenza ha svolto un ruolo come il Ranger Quantum / Eric in Time Force Power Rangers.

## Il Devil Trigger di Vergil
L'aspetto demoniaco di Vergil è quello di una creatura umanoide dal colore azzurro, dalle fattezze alquanto futuristiche: Il corpo presenta dei generici ingrandimenti che terminano con delle estremità acuminate in alcuni punti, e la testa presenta una sorta di calotta che copre il viso, e una sottospecie di corna arricciate verso il basso. La Yamato gli si attacca al braccio sinistro e come Dante, il corpo subisce variazioni in base all'arma demoniaca brandita durante la fase del Devil Trigger, ed emette dei bagliori elettrici. Come nel caso di Dante, il Devil Trigger potenzia le abilità di Vergil.
Nelle sembianze di Nelo Angelo, Vergil ha un aspetto simile all'alter ego demoniaco di Dante nel primo episodio, ovvero una creatura dalle canoniche fattezze diavolesche dalla pelle coriacea sempre simile ad un'armatura medievale. Vergil, però, essendo stato molto a lungo bloccato negli Inferi, ha subito cambiamenti fisici più radicali, rendendolo più demoniaco rispetto a Dante: la sua statura è più grossa, le corna partono dalla parte alta della testa e terminano davanti al viso e presentano un riverbero rosso e bluastro e alcuni solchi intermittenti tracciano i muscoli della pelle, che è di colore argenteo. Riesce inoltre a volare senza l'ausilio di ali e indossa un lungo mantello di colore viola.
Dal quinto capitolo, Vergil ottiene un nuovo potere, il "Sin Devil Trigger", un’evoluzione del Devil Trigger classico. In questa forma, l’aspetto di Vergil non ha più nulla di umano: il viso è molto più demoniaco, ha due paia di ali, due lunghe corna per metà auree di colore blu, che spuntano anche dai gomiti, spuntoni su quasi tutto il corpo e una lunga coda.

## Vergil nell'universo "DmC"
Dopo Devil May Cry 4, Capcom decise di affidare lo sviluppo di un nuovo capitolo della serie alla software house inglese Ninja Theory: inizialmente incaricata di sviluppare un prequel di Devil May Cry 3, alla fine optò per un reboot decidendo quindi scollegarsi dalle serie principale e da tutto ciò che era avvenuto fino a quel momento per creare un nuovo universo narrativo (dato che un reboot segue una nuova linea temporale, indipendente dai capitoli precedenti). Al gioco venne dato il nome di "DmC Devil May Cry" (che spesso viene erroneamente chiamato Devil May Cry 5): la storia di questo capitolo indipendente si svolge in universo parallelo della serie ed ha delle sottili ma sostanziali differenze a livello di trama con i precedenti. In questo gioco, Vergil, così come Dante, non è più un mezzo demone ma un nephilim, ovvero un ibrido nato dall'unione fra un demone ed un angelo. Egli presenta sin da bambino i capelli bianchi (a differenza di Dante che nasce con i capelli neri) e trascorre un'infanzia spensierata e felice nonostante la sua famiglia vivesse nascosta per sfuggire a Mundus e ai suoi sottoposti poiché l'unione fra un demone ed un angelo è proibita e punibile con la morte. Alla fine Mundus riesce a trovarli ed è intenzionato ad uccidere tutti ma prima che potessero essere catturati, i due gemelli riescono a salvarsi grazie all'aiuto dei loro genitori: ad entrambi viene cancellata la memoria e vengono allontanati. Vergil viene adottato da una ricca famiglia e diventa un facoltoso intellettuale specializzato nell'ambito informatico. Svariati anni dopo la strage della sua famiglia, Vergil riesce a riacquistare la memoria e decide di mettersi alla ricerca di Dante per fermare Mundus. Aiutato dalla medium umana Kat, riesce a riprendere i contatti con il fratello e, dopo aver fatto recuperare la memoria anche a lui, lo convince ad unirsi nella battaglia contro Mundus ed i demoni. Nell'ultima missione del gioco si scoprono le sue vere intenzioni: egli voleva liberarsi di Mundus per prendere il suo posto nel governare l'umanità. Probabilmente a causa della sua natura semidivina, egli ritiene gli umani delle creature inferiori che hanno bisogno costantemente di essere protette e guidate. Vergil propone a Dante di governare insieme a lui sull'umanità ma quest'ultimo rifiuta, nonostante lo avesse poco prima rassicurato sul fatto che il suo regime sarebbe stato diverso da quello di Mundus. Nonostante la sua grande ambizione, Vergil viene sconfitto.
Nel DLC La caduta di Vergil si scopre cosa succede dopo il finale dell'avventura principale. Dopo essere stato sconfitto da Dante, Vergil continua a camminare finché non giunge nei pressi di una tomba in cui vi è una foto della sua famiglia: probabilmente si tratta della tomba di Eva. Dopo essersi accasciato sopra di essa, inizia una specie di viaggio extracorporeo in cui sfida numerosi demoni, il ricordo di sua madre ed il suo spettro, recidendo definitivamente i legami con il suo passato. Risvegliatosi più forte che mai, Vergil è pronto a vendicarsi di Dante. Dopo aver ripreso il suo cammino, alcuni demoni sembrano andargli incontro con fare minaccioso ma improvvisamente questi ultimi si inchinano di fronte al figlio di Sparda: adesso vedono in lui una figura abbastanza potente e volenterosa a cui affidarsi dopo la morte di Mundus. Nell'ultima scena del DLC si vede Vergil in testa a questo gruppo di demoni, mentre avanza con sguardo minaccioso e trionfante: è più che mai pronto a realizzare il suo desiderio di governare sul mondo e ad avere la sua vendetta.

## Biografia
Vergil nasce in una data sconosciuta stimata più o meno quasi trent'anni prima dalle vicende del primo episodio, ed insieme a Dante è figlio del demone Sparda e dell'umana Eva.
Sparda scompare poco dopo la nascita dei gemelli, ma ciò non impedisce a Dante e Vergil di trascorrere una vita serena insieme alla loro amata madre. La loro vita cambia improvvisamente quando Eva viene uccisa da alcuni demoni mandati da Mundus per vendicarsi del traditore Sparda. Probabilmente l'attacco dei demoni è stato possibile perché con il tempo l'incantesimo di Sparda deve essersi indebolito, permettendo così ad alcuni demoni di ricominciare a viaggiare fra i due mondi. Dopo il tragico avvenimento, Vergil rimane devastato al punto di chiudersi totalmente in sé stesso e decide di alimentare la sua metà demoniaca, sviluppando una forte ossessione per il potere. Il suo irreversibile mutamento di personalità viene generato dal trauma seguito alla perdita della madre, che scaturisce in lui una totale perdita di emotività. Dopo l'assalto dei demoni, Dante pensa di essere l'unico sopravvissuto dato che non vi era alcuna traccia di Vergil, ma in realtà quest'ultimo è ancora vivo ed ha deciso di mettersi in viaggio per raccogliere informazioni su Sparda e trovare un modo per entrare nel mondo dei demoni sigillato dal padre per impossessarsi della spada Force Edge, arma in cui Sparda è stato costretto a riversare la sua forza quando ha relegato le entità maligne. Il suo cammino dura alcuni anni finché non giunge nella città di Fortuna, città in cui Sparda è venerato come un Dio da una setta chiamata L'ordine della Spada: questo culto è nato perché il leggendario cavaliere nero aveva servito il padrone della città molti anni prima. Durante la sua permanenza a Fortuna, Vergil conosce una donna umana con la quale avrà un rapporto d'amore da cui nascerà poi Nero. Dante è per tanto lo zio di quest'ultimo.

### Devil May Cry 3
Gli eventi di questo capitolo si dividono fra manga e videogioco. Il manga si compone di due volumi. Un terzo volume sarebbe dovuto uscire ed avrebbe dovuto narrare del passato di Lady, il mangaka tuttavia ha abbandonato il progetto ed il volume non è mai stato pubblicato.
Nel manga si scoprono alcuni retroscena sulla vita dei gemelli e vi sono ulteriori rimandi alle gesta di Sparda. Nelle prime pagine si vede Dante fare visita alla tomba di Eva: ella infatti è morta per proteggere Dante e Vergil da alcuni demoni mandati da Mundus con lo scopo di uccidere la famiglia del traditore Sparda. Dopo la strage della sua famiglia, Dante rinnega il padre ed inizia a sviluppare una forte avversione per i demoni. Dopo questa tragedia, egli pensa di essere l'unico sopravvissuto dato che sua madre è rimasta uccisa e suo fratello Vergil è scomparso. La realtà però è ben diversa: Vergil è vivo ed ha iniziato un viaggio alla ricerca di informazioni su Sparda perché è sua intenzione impossessarsi dei poteri che il padre è stato costretto a sigillare dopo aver sconfitto e segregato le entità maligne 2000 anni prima.
Diversi anni dopo la strage della sua famiglia, Dante ha aperto un negozio (la futura agenzia Devil May Cry) e svolge incarichi di vario genere. Egli però non accetta qualsiasi tipo di lavoro ma è molto propenso ad accettare quelli che hanno a che fare con il soprannaturale. A procurargli gli incarichi è il suo informatore, l'italiano Enzo Ferino. Questi un giorno si presenta dal mezzo demone proponendogli una missione: non deve fare altro che recuperare una bambina di nome Alice. Dante inizialmente non appare interessato all'incarico ma quando viene a scoprire che dietro al rapimento di Alice vi sono i demoni, si butta a capofitto nel lavoro propostogli. Dopo gli eventi di Fortuna, Vergil conosce Arkham, un uomo che sembra conoscere molto bene le vicende di Sparda e che prova una particolare attrazione verso i demoni: i due inizieranno a collaborare per riportare in superficie la torre Temen-ni-Gru, uno dei vari passaggi fra mondo demoniaco e mondo umano che è stato bloccato da Sparda. Vergil inizia così a rompere i sigilli, sette in totale, per far riemergere l'antica struttura. In ognuno di essi è stato confinato un demone a cui Sparda ha rubato il nome: Arkham aveva spiegato poco prima che un demone trae forza dal suo nome, per cui privarlo del nome significa al contempo privarlo della sua forza. Con l'inganno, Arkham (che collabora con il cappellaio matto ed il bianconiglio, responsabili del rapimento di Alice) riesce a far rompere un sigillo anche a Dante. I demoni liberati si auto attribuiscono i nomi di Superbia, Accidia e Avarizia: ciò significa che i sette demoni confinati nei sette sigilli altri non sono che i sette peccati capitali. I due gemelli si incontrano: Dante è sorpreso di rivedere suo fratello ma allo stesso tempo è anche molto deluso dato che sta collaborando con i demoni, seppur indirettamente. Aprire un passaggio per gli inferi significherebbe aiutare le creature demoniache a portare il caos sulla Terra e disonorerebbe il ricordo della loro defunta madre, uccisa proprio dai demoni. Vergil, però, non è interessato a tutto questo, ossessionato com'è dal desiderio di ottenere il potere di Sparda per compiere la sua vendetta. I due gemelli hanno un breve scontro in cui Vergil riesce a rubare l'amuleto a Dante, ma glielo restituisce immediatamente dicendo che può impossessarsene quando vuole. Vergil si allontana e si appresta a riprendere la sua missione: ha inizio così la rivalità fratricida fra lui e Dante.

### Temen-Ni-Gru
Il videogioco si svolge dopo un anno dall'ultimo incontro fra i due gemelli. Vergil rintraccia Dante recapitandogli un "invito" tramite Arkham, e fa emergere dal sottosuolo della città il Temen-Ni-Gru, una sorta di torre che fa da punto di contatto tra il mondo degli umani e quello degli inferi, allo scopo di attirare Dante e ottenere la metà del Memento, un amuleto magico che funge da chiave per essi. L'obiettivo di Vergil è di aprire il portale e recuperare la Force Edge, utilizzata da Sparda per relegare ivi i demoni, così da ottenere i poteri del padre.
Un primo confronto tra i due fratelli ha luogo sopra la torre: Vergil riuscirà a trionfare e ad impossessarsi dell'amuleto di Dante. I gemelli si sfideranno nuovamente quando Vergil cercherà di rompere il sigillo imposto dal padre, ma in quel istante Arkham rivelerà le sue vere intenzioni: egli pianificava sin dal principio di tradire Vergil e di condurre in quel luogo i figli di Sparda e Lady, sua figlia, perché per spezzare l'incantesimo era necessaria un ulteriore chiave. Egli spiega che Sparda non aveva solo utilizzato il suo sangue ed i due amuleti per sigillare Temen-Ni-Gru ed il mondo demoniaco ma anche il sangue di una sacerdotessa umana e si dà il caso che in Lady scorra lo stesso sangue di quella sacerdotessa. Dopo aver ferito sua figlia, Arkham riesce a spezzare l'incantesimo e ad entrare nel mondo demoniaco: lì si impossessa della spada Force Edge ma si rivela incapace di controllare completamente un simile potere dato che la spada non assume la sua vera forma e lui stesso finisce col diventare un mostro informe. Dante, giunto di fronte al nemico, proverà ad affrontarlo ma si troverà in difficoltà: ad aiutarlo sarà proprio Vergil. I due riescono a sconfiggere Arkham e a rispedirlo nel mondo umano, dove sarà la sua stessa figlia a dargli il colpo di grazia. Una volta sconfitto Arkham, la Force Edge e i due amuleti precipitano in un varco: Dante e Vergil si buttano a capofitto per recuperarli.
Entrambi i fratelli recuperano i rispettivi amuleti, ma Vergil riesce a impossessarsi anche della Force Edge. A quel punto, ordina a Dante di consegnargli la sua metà, ma questi rifiuta e cerca di far ragionare il fratello dicendogli che anche se ottenesse il potere del padre, non riuscirebbe mai a essere come lui. I due combattono nuovamente e questa volta è Dante ad uscirne vincitore. Dopo essere stato sconfitto, Vergil lascia andare la Force Edge, probabilmente di proposito così che il fratello possa impossessarsene e tenendo fra le mani il suo amuleto, esorta Dante ad andarsene prima che il portale aperto poco prima si chiuda: Vergil è intenzionato a restare nella terra natia del padre e, dopo aver rivolto un ultimo sguardo al fratello, cade di proposito in un precipizio oscuro.
A seguito della sua caduta, Vergil si risveglia in luogo oscuro dove scorge i tre occhi di Mundus: senza riflettere un istante, approfitta dell'occasione per lanciarsi all'attacco dicendo che se suo padre è riuscito ad affrontarlo e sconfiggerlo può farcela anche lui. I suoi sforzi però si rivelano inutili contro l'antico demone, che lo neutralizza e lo soggioga con i suoi poteri, trasformandolo in una sorta di automa ai suoi ordini. Con il passare degli anni relegato negli Inferi, Vergil perde quasi del tutto le sue fattezze e la sua memoria da umano, fino a diventare una creatura poi conosciuta come Nelo Angelo.

### Devil May Cry
Divenuto un subordinato di Mundus, Nelo Angelo è incaricato di eliminare Dante, giunto a Mallet Island per abbattere il suo signore. Il loro primo incontro avviene non molto tempo dopo, quando Dante, di spalle a uno specchio stregato, si accorge che il suo riflesso prende vita ed emerge da esso, rivelando le sembianze di Nelo Angelo, che invita Dante a seguirlo fuori ad un cortile, esortandolo a battersi con lui. Sulle prime, Nelo Angelo sembra avere la meglio, e afferra Dante per strangolarlo, ma quando egli scorge il Memento attaccato al collo di questi, il demone lascia cadere Dante al suolo, e in preda ad uno sconvolgimento emotivo, egli si dilegua nel cielo.
I due si scontreranno nuovamente in altre due occasioni e durante l'ultima battaglia, Nelo Angelo rivelerà il suo vero volto. Dopo essere stato sconfitto, Nelo Angelo scompare in un fascio di luce lasciando cadere un amuleto. Dante si avvicina per raccoglierlo ed in quel momento rimane stupito nel vedere che è pressoché identico a quello che indossa anche lui: capisce quindi che il nemico che ha appena sconfitto era suo fratello Vergil. Mentre guarda l'amuleto del compianto fratello che ha nuovamente perduto, nella sua mente riaffiora il giorno in cui lui ed il fratello, ancora bambini, ricevono gli amuleti in occasione del loro compleanno.

### Devil May Cry 5
In Devil May Cry 5, si scopre che Vergil è sopravvissuto allo scontro con Dante e si è liberato dall'influsso di Mundus, dopo la capitolazione di quest'ultimo per mano del fratello, ma che le ferite riportate nelle battaglie lo hanno portato ad un decadimento fisico apparentemente inarrestabile. Più che mai intenzionato a vendicarsi del gemello, Vergil localizza l'essenza di Yamato nel braccio del giovane Nero (il Devil Bringer, precedentemente fusosi con la spada), così glielo strappa brutalmente, recuperando l'arma bianca. Lo scopo di Vergil è quello di liberarsi dai ricordi delle sconfitte passate e del suo lato umano, visto come una debolezza. Nel raggiungere il suo obiettivo, utilizza la Yamato scindendo così in due metà della sua persona: da una parte c'è il lato umano, che prende le sembianze di un giovane che si fa chiamare V, dall'altra c'è il lato puramente demoniaco che prende il nome di Urizen. Quest'ultimo, che nient'altro è l'incarnazione della brama di potere di Vergil, si adopera per far crescere un albero demoniaco, il Qliphoth, nel centro di Red Grave City, sua città natale, dal quale dovrebbe poi crescere un frutto che gli consentirebbe di ottenere un potere inimmaginabile e regnare sugli inferi. 
Nel frattempo, V, il lato umano di Vergil, si impone di fermare Urizen, così glissa sulla sua identità e chiede aiuto a Dante, convincendolo affermando che Vergil sta per tornare. Dal momento che V non possiede più nessuna dote demoniaca, riesce ad evocare tre demoni che lo aiutano nelle sue battaglie: Griffon, Shadow e Nightmare, i quali sono le manifestazioni delle sue memorie di quando era sotto le sembianze di Nelo Angelo. V prosegue nel suo cammino e nei suoi intenti affiancato da Dante e da Nero, mentre Urizen si serve del Qliphoth per ampliare i suoi poteri, mietendo numerose vittime ed usando il loro sangue per mantenersi in forze.
Urizen appare inarrestabile, Dante cerca di fermarlo ma perisce sotto i suoi colpi e finisce in uno stato di coma profondo. Come se non bastasse, durante lo scontro la sua spada Rebellion viene distrutta, lasciando solo il manico e una piccola parte della lama. Per circa un mese, Nero collabora con Nico, sua collega nell'agenzia "Devil May Cry" e con lo stesso V, i cui comportamenti ambigui portano il ragazzo a dubitare di lui, per organizzare un nuovo attacco contro Urizen e ritrovare Dante. I due riescono a penetrare nella parte cittadina invasa dal Qliphoth e decidono di separarsi per trovare Dante, facendosi strada tra le orde di demoni, ma V comincia a mostrare segni di cedimento, dal momento che la sua parte fisica non può sopravvivere senza la parte demoniaca. Grazie all'aiuto di Griffon, riesce a localizzare l'esatta ubicazione di Sparda, spada del leggendario padre di Dante, la cui aura stava nascondendo il cacciatore di demoni, ancora in coma profondo. Spinto dai ricordi di quando era Vergil, V è preso dall'impulso di ucciderlo, ma questi si risveglia e respinge l'attacco, facendo tornare il ragazzo in sé.
Nel frattempo, Nero raggiunge di nuovo Urizen e sembra avere ancora la peggio, ma viene salvato da una misteriosa figura demoniaca che si rivelerà essere Dante stesso, il quale ha utilizzato i resti di Rebellion per trafiggersi e fondersi con Sparda, sprigionando il suo potenziale demoniaco completo. Urizen batte in ritirata e riesce ad entrare in possesso del frutto del Qliphoth, mangiandolo e diventando ancora più potente, ma i risvegliati poteri di Dante gli consentono di avere la meglio. Approfittando della debolezza del demone, V rivela i suoi scopi e si riunisce con Urizen, facendo rinascere Vergil nella sua forma originaria, con pieni poteri, il quale invita Dante a mettersi in forze e a porre fine una volta per tutte alla loro eterna battaglia, sulla cima del Qliphoth. Rimasto solo a riflettere, Vergil ha infine scoperto la verità: quando lui e Dante erano bambini, e i demoni attaccarono la loro casa, Maria trovò per primo Dante, lo nascose, e poi uscì a cercare Vergil. Fu allora che venne uccisa dai demoni, rivelando così che non lo aveva mai abbandonato.
Il cacciatore di demoni raggiunge il fratello, rivelandogli che Nero è suo figlio, cosa che spiega perché il ragazzo fu in grado di entrare in una sorta di simbiosi con Yamato. I due danno vita ad uno scontro all'ultimo sangue, così come in passato, quando improvvisamente tra di loro si para Nero sotto sembianze demoniache, segno che è quindi riuscito a sprigionare il Devil Trigger per la prima volta. Il ragazzo si scontra col padre, riuscendo a sconfiggerlo e convincendolo ad una tregua con Dante per fermare il costante crescere del Qliphoth. 
I due fratelli scendono così nelle profondità degli inferi, dove distruggono le radici dell'albero per poi scontrarsi, per stabilire chi sia il migliore, mettendo però ancora una volta da parte le loro divergenze, per far fronte comune contro le continue orde di demoni.

## Vergil in altri titoli
Come Dante, anche Vergil viene inserito come personaggio giocabile in un altro gioco oltre la saga di appartenenza nella serie Marvel vs. Capcom, nella versione Ultimate del gioco. Secondo alcune fonti, la Capcom ha deciso di inserire Vergil in questo gioco per soddisfare le richieste dei giocatori e di far tornare il personaggio dopo molti anni di assenza.

### Ultimate Marvel vs. Capcom 3
La storia è incentrata sul conflitto dei due mondi, quello della Marvel e quello della Capcom, e Vergil si schiera dalla parte degli eroi per difendere la terra dall'invasione di Galactus e i suoi Araldi, e ha contatti con diversi personaggi, come Ghost Rider e Iron Fist, e ovviamente suo fratello Dante, con il quale stringe una nolente alleanza. Nel suo filmato finale, si può vedere Vergil che si impossessa della "Spada di Muramasa" di fronte a Wolverine ferito gravemente, dal quale la spada ha sottratto il fattore rigenerante per accrescere la propria potenza. Successivamente, Vergil si trasforma in demone e si libra in volo, e con la katana spazza via tutta l'area circostante. Tuttavia, la lama non è ancora soddisfatta e continua a bramare energia, pertanto Vergil prosegue alla ricerca di più potenza.

## Armi
L'arsenale di Vergil è molto limitato e comprende quattro elementi:
- Yamato

Katana appartenuta a Sparda e lasciata a Vergil. Ha la capacità di tagliare qualsiasi cosa e di manipolare lo spazio. È stata utilizzata da Sparda per sigillare la Porta Infernale della città di Fortuna.
- Beowulf

Bracciali e gambali ottenuti da Vergil dopo aver sconfitto il demone Beowulf in Devil May Cry 3, quest'arma ha il potere elementale della luce ed aumenta notevolmente la forza del suo possessore.
- Force Edge

Spada appartenuta a Sparda e nella quale è racchiusa parte del suo leggendario potere. Per poter utilizzare appieno la forza di questa spada e sbloccare la sua vera forma è necessario possedere i due amuleti di Dante e Vergil (che un tempo formavano un pezzo unico appartenuto al leggendario cavaliere nero) ed una grande energia demoniaca.
- Lame Fantasma

Poiché disprezza le armi da fuoco, Vergil preferisce usare la magia e tramite un incantesimo può generare illimitate lame, le cosiddette lame fantasma, che vengono scagliate o posizionate tramite un comando mentale. Esse rappresentano l'equivalente alternativo alle Ebony & Ivory di Dante. Le lame possono essere utilizzate in maniere diverse: in primis, Vergil può circondare i nemici con lame a formazione anello per trafiggere gli avversari da ogni lato; può posizionare le lame in una formazione a sbarramento che vengono scagliate in successione; può anche generarle all'interno dei nemici; può generarle dal cielo e scagliarle verso il basso, ecc. In secondo luogo, le lame possono essere impiegate in maniera difensiva, assumendo una formazione a scudo protettivo, ad esempio. Le lame fantasma hanno anche la capacità di trafiggere oggetti e esseri intangibili, essendo fatte di magia.
- Muramasa

Katana ottenuta esclusivamente in Ultimate Marvel vs. Capcom 3. Rivestita di adamantio, il suo potere è di sottrarre il fattore rigenerante ai nemici che ferisce.